# Siège de Cudia Tahar
Guerre du Rif
Batailles
Le siège de Cudia Tahar est une tentative marocaine avortée de s'emparer de la position stratégique de Cudia Tahar, un maillon essentiel de la ligne Estella, chargée de protéger Tétouan et ses communications avec Larache, Tanger et Ceuta.

## Contexte
En prévision à une offensive espagnole sur Ajdir, Abdelkrim el-Khattabi décide d'attaquer le poste espagnol de Cudia Tahar, à douze kilomètres de Tétouan. Le but étant de faire échouer ou retarder le plus longtemps possible le projet de débarquement d'Al Hoceima. La perte de Cudia Tahar pouvant également permettre aux Rifains d'y installer leurs canons afin d'y bombarder les faubourgs de Tétouan, mais également de s'infiltrer à l'abri des autres postes espagnols vers la plaine de Tétouan grâce à un ravin rocheux.
Abdelkrim confie cette tache à l'un de ses meilleurs lieutenants, Ahmed Kheriro, originaire de la tribu jbala des Beni Hozmar. Celui-ci réunit près de 3 000 hommes, principalement des Jbalas et Ghomaras, et dispose de plusieurs pièces d'artillerie. De son côté, la position de Cudia Tahar est protégée par 170 Espagnols et 4 canons.

## Déroulement
Dans la nuit du 2 au 3 septembre 1925, les forces de Kheriro s'infiltrent entre les positions espagnoles de Ben Karrik, Cudia Tahar et Gorgues. Les Marocains commencent alors le bombardement de Cudia Tahar depuis le col de Dar Raïd. Disséminés sur les pentes nord du massif des Beni Hozmar, ils commencent également à investir Cudia Tahar. Pendant ce temps, une grande partie des forces espagnoles stationnées à Tétouan ont quitté la ville en direction de Ceuta, et se sont embarqués vers Al Hoceïma.
Complètement assiégée, la garnison espagnole subissant un sévère siège, est ravitaillée en eau et en vivres par les airs. En apprenant la nouvelle, le général Miguel Primo de Rivera conscient du danger, abandonne immédiatement la baie d'Al Hoceïma, et emmène avec lui deux bataillons du Tercio, et le tabor de regulares de Melilla de la colonne de Fernandez Perez qui n'a pas encore débarqué, privant ainsi Perez de 2 000 de ses hommes.
L'arrivée des renforts espagnols permet finalement de dégager Cudia Tahar en quelques heures. Ce qui reste de la garnison est relevé et fait une entrée triomphale à Tétouan le 13 septembre. D'après un communiqué espagnol, les Marocains laissent sur le terrain 150 hommes, 100 fusils et de nombreux prisonniers. Les pertes espagnoles sont aussi sévères et s'élèvent à 203 morts, dont 11 officiers.

## Sources

### Sources bibliographiques
1. 1 2 3 4 5 6  Bulletin périodique de la presse espagnole 1925, p. 6
2. 1 2  Servicio Historico Militar 1986, p. 147

#### Francophone
- Ministère de la guerre et Ministère des affaires étrangères français, Bulletin périodique de la presse espagnole, 1925, 9 p. (lire en ligne)

#### Hispanophone
- Servicio Historico Militar, Revista de historia militar : Volumes 60-61, 1986 (lire en ligne)